# Karnes City
Karnes City és una població dels Estats Units a l'estat de Texas. Segons el cens del 2000 tenia 3.457 habitants.

## Demografia
Segons el cens del 2000, Karnes City tenia 3.457 habitants, 1.007 habitatges, i 720 famílies. La densitat de població era de 629,6 habitants/km².
Dels 1.007 habitatges en un 35,8% hi vivien nens de menys de 18 anys, en un 46,7% hi vivien parelles casades, en un 19,3% dones solteres, i en un 28,5% no eren unitats familiars. En el 25,2% dels habitatges hi vivien persones soles el 14,8% de les quals corresponia a persones de 65 anys o més que vivien soles. El nombre mitjà de persones vivint en cada habitatge era de 2,81 i el nombre mitjà de persones que vivien en cada família era de 3,37.
Per edats la població es repartia de la següent manera: un 25,9% tenia menys de 18 anys, un 11,5% entre 18 i 24, un 31,1% entre 25 i 44, un 16,6% de 45 a 60 i un 14,9% 65 anys o més.
L'edat mediana era de 33 anys. Per cada 100 dones de 18 o més anys hi havia 130,6 homes.
La renda mediana per habitatge era de 25.156 $ i la renda mediana per família de 27.206 $. Els homes tenien una renda mediana de 30.446 $ mentre que les dones 18.261 $. La renda per capita de la població era de 12.243 $. Aproximadament el 23,1% de les famílies i el 27% de la població estaven per davall del llindar de pobresa.

## Poblacions més properes
El següent diagrama mostra les poblacions més properes.